# Dai Yun
Dai Yun (en chino: 戴韫; 22 de noviembre de 1977) es una deportista china que compitió en bádminton, en la modalidad individual. Está casada con el jugador de bádminton Liu Yong.
Ganó una medalla de plata en el Campeonato Mundial de Bádminton de 1999. Participó en los Juegos Olímpicos de Sídney 2000, ocupando el cuarto lugar en la prueba individual.

## Palmarés internacional
| Campeonato Mundial | Campeonato Mundial     | Campeonato Mundial | Campeonato Mundial |
| Año                | Lugar                  | Medalla            | Prueba             |
| ------------------ | ---------------------- | ------------------ | ------------------ |
| 1999               | Copenhague (Dinamarca) | Medalla de plata   | Individual         |